# Ecce bombo
Ecce bombo è un film italiano del 1978, diretto da Nanni Moretti. Il film è stato presentato in concorso al 31º Festival di Cannes.

## Trama
Il film descrive le giornate di Michele, studente universitario, i suoi surreali e grotteschi rapporti con i genitori e la sorella minore Valentina, quelli con le ragazze e la sua vita di gruppo con gli amici Mirko, Vito e Goffredo, assieme ai quali aveva militato attivamente nel Movimento Studentesco.
Mirko, un ragazzo assillato da vari problemi, ospita in casa Olga, una ragazza schizofrenica. Vito è un pigro impiegato. Goffredo è uno svogliato studente universitario. Michele aiuta ragazzi liceali a prepararsi all'esame di maturità; i loro passatempi sono quelli ormai consueti della sua generazione: cinema, pizzeria, bottiglieria, ma più spesso si trascorre il tempo seduti al bar senza far niente, tra difficili rapporti sentimentali, scarso dialogo familiare e i microfoni aperti di una radio privata. Michele intrattiene dei rapporti alquanto conflittuali in famiglia, ha una complicata relazione tira e molla con la fidanzata Silvia, che lavora nel cinema come aiuto regista, e in generale ha difficoltà relazionali con le donne.
I quattro, stufi di trascorrere le serate in maniera inconcludente al bar, decidono di tenere riunioni di autocoscienza per risolvere le loro insoddisfazioni, ma finiscono per abbandonarsi a logorroiche divagazioni senza giungere a nulla. L'arrivo dell'estate mette fine all'esperimento, ma i quattro amici continuano a vedersi. Una sera, durante uno dei consueti incontri, tutti insieme decidono di andare da Olga, la voce si sparge tra gli altri ragazzi del bar e del quartiere, ma alla fine, tranne Michele, ognuno si perde per strada, distratto da futili svaghi.

## Critica
Come per il suo lungometraggio d'esordio Io sono un autarchico, anche in questo film Moretti fa una satira della generazione post-sessantottina, una generazione  tanto incomprensibile quanto l'esclamazione  "Ecce bombo" che dà titolo al film. L'espressione riprende maccheronicamente quella biblica Ecce Homo, ponendosi in chiave satirica principalmente nei confronti dei miti nevrotici e impolverati che caratterizzano la generazione stessa. Essa appare esposta alla sofferenza e all'isolamento, condannata a un ripiegamento irrisolto e inconcludente, ma pur sempre vitale nella esigenza del cambiamento e nell'opposizione alle regole dei genitori.
A questi ventenni in crisi non fanno difetto l'autocritica e l'ironia, quando guardano alla propria socialità grottesca e alle mode di facile consumo ‒ le demenziali televisioni private e radio "libere", i rituali delle occupazioni studentesche, le comuni ‒ oppure quando aspettano l'alba su una spiaggia di Ostia per poi scoprire che il sole è sorto alle loro spalle, mentre un robivecchi in bicicletta grida "ecce bombo". È Mirko, in una delle tante riunioni di autocoscienza, a mettere a fuoco la situazione: "Penso che sbagliamo quasi tutto: nei rapporti con le donne, tra noi, con lo studio, in famiglia, nel lavoro".
Nanni-Michele si addentra nei drammi di una realtà giovanile: una generazione che anela al libero amore ma finisce vittima di ruoli borghesi e di una concezione tradizionale della sessualità. Questi giovani che irridono ai luoghi comuni quali quelli di TeleCalifornia, televisione privata ingessata nella sua retorica comunicativa, che poi si avviluppano nei dibattiti notturni delle piccole emittenti radiofoniche locali, sono avvezzi alla critica della società ma fondamentalmente incapaci di cambiare il "sistema".

## Produzione
«C'era una serie di [possibili] titoli: Sono stanco delle uova al tegamino, Senza caviglie, Delirio d'agosto, Piccolo gruppo. Ecce bombo perché mi dicevano che a Roma, in un quartiere lontano da dove abitavo io, il quartiere Trieste, c'era uno straccivendolo che aveva una bicicletta e urlava "Ecce bombo".»

— Nanni Moretti
Secondo lungometraggio di Nanni Moretti, il film è stato girato in presa diretta in formato 16 mm, per motivi di risparmio, per essere poi successivamente "gonfiato" in 35 mm per la distribuzione nelle sale. A produrre il film furono gli attori Michele Placido e Flavio Bucci. A tal proposito quest'ultimo ricordò di come il giovane Moretti, dopo essere arrivato a girare addirittura ben 45 ciak a vuoto soltanto per un primo piano del suo stesso volto, gli si rivolse in cerca d'aiuto, chiedendogli che tipo d'inquadratura avrebbe utilizzato al suo posto.
Il titolo del film deriva da uno straccivendolo che andava in giro urlando così, riportato in una delle scene del film. Altri titoli ipotizzati ma scartati per il film furono: Sono stanco delle uova al tegamino, Piccolo gruppo, Delirio d'agosto e Senza caviglie.
Il personaggio dell'attore disperato alla continua ricerca di scritture, nonché poeta improvvisato, è interpretato da Luigi Moretti, padre del regista, che figurerà poi in altre pellicole del figlio. Tra gli altri attori, nei panni di personaggi secondari, figurano anche Augusto Minzolini, quale uno degli amici della sorella di Michele che cercano d'organizzare un'occupazione della loro scuola, e Giampiero Mughini, presente invece in una delle ultime scene del film, dove è ripreso dapprima a commentare un articolo riportante l'esito dei sondaggi elettorali d'allora e poi mentre recita una sorta di brevissimo monologo sulla prostituzione.

## Distribuzione
Il film uscì in prima visione in Italia l'8 marzo 1978; fu presentato al London Film Festival nel novembre successivo, mentre fu distribuito in Germania Ovest a partire dal 20 novembre 1980.

## Incassi
Ecce bombo si collocò al trentesimo posto tra i film di maggiore incasso nella stagione 1977-1978.

## Colonna sonora
La colonna sonora del film include la canzone Amare inutilmente (G. Paoli - G. Agate) tratta dall'album Amare per vivere di Gino Paoli (Durium, 1972).

## Citazioni e riferimenti
- La scena in cui Michele urla «Ma che siamo in un film di Alberto Sordi?!» è stata ripresa da Massimiliano Bruno nel suo film Nessuno mi può giudicare, dove lo xenofobo e razzista Lionello (interpretato da Rocco Papaleo), facendosi praticamente sbattere fuori dall'internet café di Giulio (Raoul Bova) per essersi accanito su un avventore che stava elogiando l'ambiente multietnico della borgata, dicendo «Bianchi, neri, alla fine siamo tutti uguali», urla «Bianchi e neri, siamo tutti uguali?? Ma che siamo in un film di Nanni Moretti?! Te lo meriti Nanni Moretti, te lo meriti!!» proprio come nella famosissima scena del bar.
- La stessa scena dell'urlo di Michele su Alberto Sordi viene citata nella canzone Il Bel Canto del gruppo rock alternativo Ministri, nel verso «Ci meritiamo le stragi, altro che Alberto Sordi».
- Nel video ufficiale della canzone La mia parte intollerante, Caparezza ed il suo terapista ululano per introdurre un flashback, proprio come fa Michele quando Goffredo, in una delle loro sedute d'autocoscienza, racconta il trauma subito da bambino.